# Črnoglavka
Črnoglávka (znanstveno ime Sylvia atricapilla) je predstavnica penic. To so ptice, ki so se prilagodile življenju v grmičevju. V mestnem okolju spada med najbolj značilne predstavnike žive meje in okrasnega grmičevja. V tem okolju spleta gnezdo in se v njem tudi sicer zadržuje, saj zelo nerada zaide na čistino.

## Opis
Črnoglavka je 13 do 15 cm velika ptica, razpon kril ima 20 do 23 cm, tehta pa 15 do 22 gramov. Samec ima sivkasto perje in sajasto črno kapo, spodaj je sivkasto bel. Samica je bolj sivorjave barve z rdečerjavo kapo, spodaj pa je bež barve. Kljun in noge so sivi.

## Razširjenost in habitat
Črnoglavka je razširjena po vsej Evropi razen Islandije, severne Skandinavije in severnih delov Britanskega otočja. Na jugu sega meja naselitve do severozahodne Afrike in Črnega morja. Na vzhod se razteza skoraj do Bajkalskega jezera in Kaspijskega morja. V srednji Evropi je razširjena skoraj povsod, z izjemo območij brez dreves in grmovja in visokih gora nad okoli 1500 m. Največjo gostoto dosegajo v nižinskih gozdovih, vlažnih mešanih gozdovih in senčnih parkih. 
Črnoglavke so v manjšem obsegu tudi ptice selivke. Selijo se predvsem ptice iz severnejših območij Evrope v toplejše kraje. Ptice, ki 
živijo na otokih v Atlantskem oceanu (Kanarski otoki, Madeira in Zelenortski otoki) se ne selijo. V naše kraje se spomladi med prvimi vračajo iz južnejših krajev. Še preden se grmovje in drevje olistajo, lahko slišimo njihovo petje. 

## Gnezdenje
Ko se grmovje olista, prične par graditi preprosto gnezdo približno meter nad tlemi. Značilno za črnoglavkino gnezdo je, da je tako rahlo grajeno, da se jajca vidijo skozenj. Zarod ima od maja do junija. Zvali do 5 jajc, valjenje traja 10 do 15 dni. Mlade ptice se zvalijo gole in zapustijo gnezdo po 10 do 14 dneh.

## Prehrana
V pomladanskem času in tedaj ko skrbi za zarod, se črnoglavka hrani pretežno z žuželkami in pajki, poleti pa tudi z jagodičevjem in sadjem.

## Sistematika
Obstaja pet podvrst, ki jih je morfološko težko razlikovati:
- S. a. atricapilla Linnaeus 1758, vrsta živi od severne Evrope do Sredozemskega morja
- S. a. gularis (syn. S. a. atlantis) Alexander, 1898, živi na Zelenortskih otokih in Azorih
- S. a. heineken (syn. S. a. obscura) Jardine, 1830 živi na Madeiri, Kanarskih otokih, na jugu Iberskega polotoka in v severozahodni Afriki
- S. a. pauluccii Arrigoni degli Oddi, 1902, pojavlja se v osrednjem in vzhodnem Sredozemlju
- S. a. dammholzi Stresemann 1928, živi na Kavkazu do severnega Irana

## Galerija
- Samec pri zbiranju gradiva za gnezdo
- Gnezdo z jajci
- Gnezdo z mladiči
- Cuculus canorus bangsi + Sylvia atricapilla